# Шихан
Шиха́н (Шиха́ны) (баш. Шихан (Шихандар); рус. дореф. Шиханъ) — одиночная гора-останец (холм, бугор), представляющая собой выход на поверхность остатков рифов Пермского моря, сложенных из известняков. Расположены в Поволжье, Предуралье и Зауралье. На Урале шиханами также называют скалистые вершины гор. В Поволжье также расположены в долинах рек.

## Башкирское Предуралье
В Башкирском Предуралье, вблизи городов Стерлитамака, Ишимбая и Салавата, шиханы Торатау, Юрактау и Куштау образуют узкую цепочку, вытянутую вдоль правого берега реки Белой на 20 км в меридиональном направлении, в которую также ранее входил уничтоженный в процессе разработки со второй половины XX века Шахтау, от которого остался карьер.
Представляют собой остатки рифового массива, образовавшегося в Пермском море Уральского океана в нижнепермский (поздний палеозой) период, выведенные на поверхность.
Приурочены к Шиханскому поднятию — западной части положительной тектонической структуры артинского яруса. Массивы сложены в основном рифогенными известняками, и состоящие из скопления разнообразных окаменелостей, принадлежащим к представителям океанического дна того времени — кораллам, мшанкам, губкам, фораминиферам, брахиоподам, иглокожим, водорослям, и другим.
- Тратау
- Куштау
- Юрактау
- Шахтау